# Deuteronilus Mensae
Deuteronilus Mensae ist eine Region auf dem Mars im Ismenius-Lacus-Gradfeld. Sie liegt an der Grenze zur Mars-Dichotomie und ist durch zahlreiche freistehende Tafelberge charakterisiert, die bei der von Norden nach Süden vordringenden Erosion übriggeblieben sind und heute als „Zeugenberge“ frei in der Landschaft stehen.